# Жабынь
Жабынь — посёлок в Белёвском районе Тульской области России. Население — 6 человек (2021).
В рамках административно-территориального устройства входит в Кураковский сельский округ Белёвского района, в рамках организации местного самоуправления включается в сельское поселение Правобережное.

## Название
Название получено по географическому признаку — по речке-ручью (ныне пересохшему) Жабынке.

## География
Посёлок расположен на правом берегу реки Оки, в 8 км к северо-востоку от районного центра, города Белёва.

## История
Ранее приходская церковь находилась на территории Жабынского мужского монастыря, основанного в 1585 году старцем Онуфрием. Но в 1895 году за территорией монастыря была построена Макария Белёвского церковь с двумя приделами — Никольским и Александро-Невским. В церковный приход входило само село; деревни: Кураково, Боровна (Боровое), Горбуново, Володьково, Георгиевка, Хутора (не сущ.), Алексеевка; сельцо Карманье. В приходе имелось три школы: земская в Кураково, школы грамоты в Георгиевке, церковно-приходская в Карманьи. Церковь была закрыта в 1930-х годах, отремонтирована в 1990. В 1915 году в селе насчитывалось 5 крестьянских двора.
Решением исполнительного комитета Тульского областного Совета народных депутатов от 30.04.1986 N 7-270 «Об изменениях в административно-территориальном делении районов области» была исключена из учётных данных. Восстановлена Постановлением Администрации Тульской области от 12 марта 2009 года № 111 «О признании утратившими силу некоторых решений исполнительного комитета Тульского областного Совета народных депутатов». По состоянию на 2018 год статус селения — посёлок сельского типа.

## Население
| Годы      | 1915 | 2010 | 2021 |
| --------- | ---- | ---- | ---- |
| Население | 18   | 25   | 6    |

## Инфраструктура
Личное подсобное хозяйство с зоной сельскохозяйственного использования, индивидуальная застройка усадебного типа.